# Важная мама
«Ва́жная ма́ма» (англ. Significant Mother) — американский комедийный телесериал, созданный Эрин Кардилло и Ричардом Китом. В главных ролях снялись Джош Цукерман, Натаниэль Бузолич и Криста Аллен. Премьера сериала состоялась на телеканале The CW 3 августа 2015 года.

## Сюжет
Ресторатор Нейт Марлоу (Джош Цукерман) пребывает в шоке, обнаруживая, что его лучший друг и сосед по комнате Джимми Барнес (Натаниэль Бузолич) переспал с его матерью Лидией (Криста Аллен). Нейт и его отец Харрисон (Джонатан Силверман) должны столкнуться с реальностью, ведь Лидия и Джимми планируют продолжить свои отношения.

## В ролях

### Основной состав
- Джош Цукерман — Натаниэль «Нейт» Марлоу
- Натаниэль Бузолич — Джимоти «Джимми» Барнес
- Криста Аллен — Лидия Марлоу

### Второстепенный состав
- Джонатан Силверман — Харрисон Марлоу
- Эмма Фитцпатрик — Сэм Диллинджер
- Джей Али — Аттикус Адамс
- Дениз Ричардс — Пеппер Спиннер
- Линда Грей — Гэмми
- Джерри О’Коннелл — Боб Бабкок
- Эрин Кардилло — Паркер
- Мирси Монро — Энни

## Производство и кастинг
Созданный Кардилло и Китом получасовой ситком был разработан для цифровой платформы CW Seed. Шоу «Важная мама» было заказано для канала The CW 10 апреля 2015 года; Цукерман и Аллен получили основные роли, а Силверман, Фитцпатрик и Адамс — второстепенные. 1 мая 2015 года было объявлено, что Бузолич получил роль Джимми.
Позднее в мае 2015 Дениз Ричардс была взята на роль местной «хищницы» Пеппер Спиннер. В июне 2015 года стало известно, что Линда Грей станет приглашённой звездой, исполнив роль консервативной южной бабушки Нейта и матери Лидии, а Джерри О’Коннелл сыграет роль хитрого риелтора Боба Бабкока. В августе 2015 года Терри Кайзер, партнёр Силвермана по фильму «Уикенд у Берни» получил гостевую роль.

## Эпизоды
| № | Название                                               | Режиссёр              | Автор сценария                                            | Дата премьеры    | Зрители в США (млн) |
| - | ------------------------------------------------------ | --------------------- | --------------------------------------------------------- | ---------------- | ------------------- |
| 1 | «Welcome to Bonetown» «Добро пожаловать в Боунтаун»    | Джон Патч и Трипп Рид | Эрин Кардилло и Ричард Кит                                | 3 августа 2015   | 0,84                |
| 2 | «Mixed Doubles» «Двойной смешанный»                    | Трипп Рид             | Эрин Кардилло и Ричард Кит                                | 18 августа 2015  | 0,73                |
| 3 | «Who's Your Daddy?» «Кто твой папочка?»                | Джон Патч и Трипп Рид | Эрин Кардилло и Ричард Кит                                | 17 августа 2015  | 0,62                |
| 4 | «Edibles Wrecks» «Съедобные остатки»                   | Трипп Рид             | Эрин Кардилло и Ричард Кит                                | 24 августа 2015  | 0,68                |
| 5 | «Suffering & Succotash» «Страдания и бобы с кукурузой» | Трипп Рид             | Эрин Кардилло и Ричард Кит                                | 31 августа 2015  | 0,87                |
| 6 | «Get Forked» «Получи вилкой»                           | Джонатан Силверман    | Кэти Шварц                                                | 14 сентября 2015 | 0,50                |
| 7 | «Under Buddy» «Под Бадди»                              | Трипп Рид             | Алекс Саффорд, Аманда Померой, Эрин Кардилло и Ричард Кит | 21 сентября 2015 | 0,47                |
| 8 | «Home Is Where the Lamp Is» «Дом там, где лампа»       | Трипп Рид             | Эрин Кардилло и Ричард Кит                                | 28 сентября 2015 | 0,67                |
| 9 | «Not About Bob» «Не о Бобе»                            | Трипп Рид             | Эрин Кардилло и Ричард Кит                                | 5 октября 2015   | 0,62                |

## Отзывы критиков
Брайан Лори из Variety написал, что «хотя шоу действительно обладает некоторой энергетикой благодаря актёрскому составу, в шоу присутствует некоторое отупляющее однообразие шуток».